# Lupeni (Harghita)
Lupeni é uma comuna romena localizada no distrito de Harghita, na região histórica da Transilvânia. A comuna possui uma área de 125.21 km² e sua população era de 4486 habitantes segundo o censo de 2007.